# 王寶田
王宝田（1854年—1926年）字饴山，別號葛樵、鐵農，山东峄县人，清朝官员。

## 生平
王宝田祖籍安徽宿县，先祖随军队到山东，在今枣庄市峄南涧头集西北庄落户。王宝田生于咸丰四年八月（1854年），幼入家塾，14岁入邑庠，光绪二年（1876年）中举人，光绪六年（1880年）会试中式，光绪二十一年（1895年）补殿试，赐同进士出身，同年五月，授内阁中书。后因父亲生病告归，在家研究医术，父亲病逝后，又研究堪舆。
光绪三十一年（1905年）他到北京供职，首先提出山东铁路收归中国自办。当时德国借庚子之乱及曹州教案占领青岛並攫取了山东的路权，中国方面同英国、德国银行签订了津镇铁路借款草合同，直隶、山东、江苏三省的路权即将归于英国及德国，王宝田等人的行动受到了山东、直隶、江苏民众的响应，最终中国名义上将该铁路收归自办。同年，王宝田转任宗人府主事。光绪三十二年八月二十八日（1906年），王宝田、李经野（户部郎中）等上《条陈立宪更改官制之弊呈》，称“厘改官制，非操制者所能定，应须从长计议。” 
光绪三十四年（1908年）考取御史记名。宣统二年（1910年）补辽沈道监察御史，不久改任云南道监察御史。在监察御史任内，山东海阳县、莱阳县相继因县官苛派重捐而发生骚乱，山东巡抚派兵镇压，王宝田上疏，请简 派大臣处理，后经廷议，派直隶总督、山东巡抚查实具奏，但他们复奏时谎报，所派官兵还杀害淫掠当地民众，致使千余人死亡，王宝田再次上疏，清廷乃严惩地方官吏，使骚乱平定。王宝田还曾上疏，请维护主权，划分新政，严惩乱民，裁汰官署，并请地方团练帮助清军在东三省驱逐日本、俄国。比如宣统三年（1911年），王宝田奏办山东会党案由时称，“盗贼丑类实繁，有土匪，有溃兵，有退伍，有革党，有在青、在红诸会。…则以在青、在红诸会为最众。故他匪可以言剿。会匪不可以言剿，操之过急，尤恐别滋事端。”这些上疏皆留中不报。
宣统三年（1911年）冬，山东辛亥革命爆发，王宝田赏加四品卿衔，督办山东团练事宜。王宝田抵达济南两天后，清室逊位诏书颁布。王宝田乃入山东兖州投张勋幕府，此后还曾任张勋的密使，不断来往青岛联络以溥伟为首的复辟派人士。1917年张勋复辟时，王宝田被任命为弼德院顾问大臣，但他因病而未赴任，不久张勋复辟失败。
此后，王宝田在家闲居。丙寅六月（1926年）盗匪攻入峄县，王宝田逃到济南，同年七月十一日在济南寓所逝世，享年74岁。